# Virkby skola
Virkby skola är en svenskspråkig grundskola i Lojo i det finländska landskapet Nyland. I skolan finns årskurserna 1–6. Virkby skola grundades år 1908 med namnet Virkby svenska folkskola.
Virkby skola är en grön flagg-skola. Det betyder att skolan främjar en hållbar livsstil och eko-social bildning. Förbundet Hem och Skola i Finland har verksamhet i Virkby skola.